# Banavase, Sakleshpur
Banavase là một làng thuộc tehsil Sakleshpur, huyện Hassan, bang Karnataka, Ấn Độ.